# Thor: Love and Thunder
Thor: Love and Thunder ist eine US-amerikanische Science-Fiction-Actionkomödie von Regisseur Taika Waititi, die am 8. Juli 2022 in die US-amerikanischen Kinos kam und zwei Tage vorher in Deutschland und Österreich startete. Es handelt sich um eine Fortsetzung zu Thor: Tag der Entscheidung (2017) und Avengers: Endgame (2019) und um den 29. Spielfilm innerhalb des Marvel Cinematic Universe (MCU).

## Handlung
Nachdem die Tochter von Gorr gestorben ist, konfrontiert dieser seinen Gott Rapu damit, dass er ihm seine Hilfe trotz der Gebete Gorrs verweigert hat. Rapu hat kurz zuvor den Träger des Nekro-Schwerts, mit dem man Unsterbliche töten kann, besiegt. Als Rapu auch Gorr töten will, wird dieser vom Schwert auserwählt; er tötet seinerseits Rapu und schwört, dass nun alle Götter sterben werden.
Nach einer kurzweiligen Reise und mehreren Kämpfen an der Seite der Guardians of the Galaxy, mit denen Thor seit dem Sieg über Thanos unterwegs gewesen ist, trennt er sich von diesen, um einem Hilferuf von Lady Sif nachzugehen, die von Gorr attackiert worden ist. Er und Korg finden Sif, der vom Kampf mit Gorr ein Arm fehlt, und erfahren durch sie, Gorrs nächstes Ziel sei New Asgard auf der Erde.
Unterdessen kommt Dr. Jane Foster, Thors Ex-Freundin, die schwer an Krebs erkrankt ist, in New Asgard an, um nach einer Heilung zu suchen. Sie wird von den Überresten Mjölnirs, die dort aufbewahrt werden, auserwählt und so zu „Mighty Thor“. Gorr greift die Stadt an, und im Schlachtgetümmel mit von ihm beschworenen Schattenmonstern treffen Thor und Jane das erste Mal seit ihrer Trennung wieder aufeinander. Thor, Jane, Korg und Walküre kämpfen gemeinsam gegen Gorr und können diesen besiegen. Es gelingt ihm jedoch zu fliehen und dabei eine Gruppe asgardianischer Kinder zu entführen.
Um die Kinder aus Gorrs Fängen zu befreien, reist die Gruppe nach „Allmachtsstadt“, der Residenz der Götter. Sie bitten das Oberhaupt der Götter, Zeus, um Hilfe in ihrem Kampf gegen den Götterschlächter. Dieser fühlt sich jedoch in der Stadt sicher und verweigert seine Hilfe. Es kommt zum Kampf mit Zeus und seinen Wachen, bei dem Korg von Zeus’ Blitz schwer verwundet wird und in seine Einzelteile zerfällt. Thor, wütend über den vermeintlichen Tod seines Freundes, kann Zeus mit dessen eigenem Donnerkeil schwer verwunden. Bei ihrer anschließenden Flucht nimmt Walküre den Donnerkeil an sich. Zuvor hat Zeus Thor offenbart, dass Gorr auf der Suche nach einem Wesen im Zentrum des Universums ist, das sich „Ewigkeit“ nennt, um bei diesem darum zu bitten, dass alle Götter getötet werden.
Die Gruppe setzt ihre Reise auf der Suche nach den Kindern fort und gerät im Schattenreich in eine Falle Gorrs, dem es gelingt, sie zu überwältigen und Sturmbrecher zu stehlen, den er braucht, um den Bifröst zu beschwören und so zur Ewigkeit zu gelangen. Walküre und Foster, die im Kampf verletzt worden sind, werden von Thor zur Erde gebracht. Er findet heraus, dass die Fähigkeiten, die der Hammer Jane verleiht, sie daran hindern, sich gegen den Krebs zu wehren, indem sie ihr langsam ihre Lebenskraft entziehen. Deshalb macht er sich alleine auf den Weg zu Gorr. Dieser öffnet mit Sturmbrecher das Portal zur Ewigkeit. Thor findet die entführten Kinder, verleiht ihnen kurzzeitig die Kraft Thors und kämpft dann gemeinsam mit ihnen gegen Gorr und dessen Schattenmonster. Als Gorr kurz davor ist, Thor zu besiegen, greift Mighty Thor in den Kampf ein und zerstört das Nekro-Schwert. Ohne dieses ist Gorr zwar machtlos und dem Tode nahe, es gelingt ihm aber dennoch, durch das Portal zur Ewigkeit zu gehen.
Thor gesteht seine Niederlage ein und versucht, Gorr davon zu überzeugen, dass alles, was er von der Ewigkeit wollte, nicht darin bestand, die Götter zu zerstören, sondern seine Tochter Love zurückzubekommen. Derweil erliegt Foster in Thors Armen ihrer Krankheit, aufgrund der neuerlichen Überforderung ihrer Kräfte. Gorr erkennt, dass Thor Recht hat und wünscht sich von der Ewigkeit, dass diese seine Tochter wiederbelebt. Sie erhört seinen Wunsch. Bevor er stirbt, bittet er Thor, sich um seine Tochter zu kümmern. Die Kinder kehren mit der Hilfe Sturmbrechers zurück nach New Asgard, wo Walküre und Lady Sif mit deren Ausbildung zu Kriegern beginnen. Thor, der jetzt wieder im Besitz von Mjölnir ist, begibt sich zusammen mit Love, die jetzt Sturmbrecher an ihrer Seite führt und von ihm großgezogen wird, auf weitere Abenteuer.
In einer Mid-Credit-Szene stellt sich heraus, dass Zeus noch am Leben ist. Er schickt seinen Sohn Herkules los, um Thor zu töten und die Menschen wieder die Furcht vor den Göttern zu lehren.
In einer Post-Credit-Szene gelangt Jane nach Valhalla und wird dort von Heimdall willkommen geheißen.

## Produktion

### Hintergrund und Stab

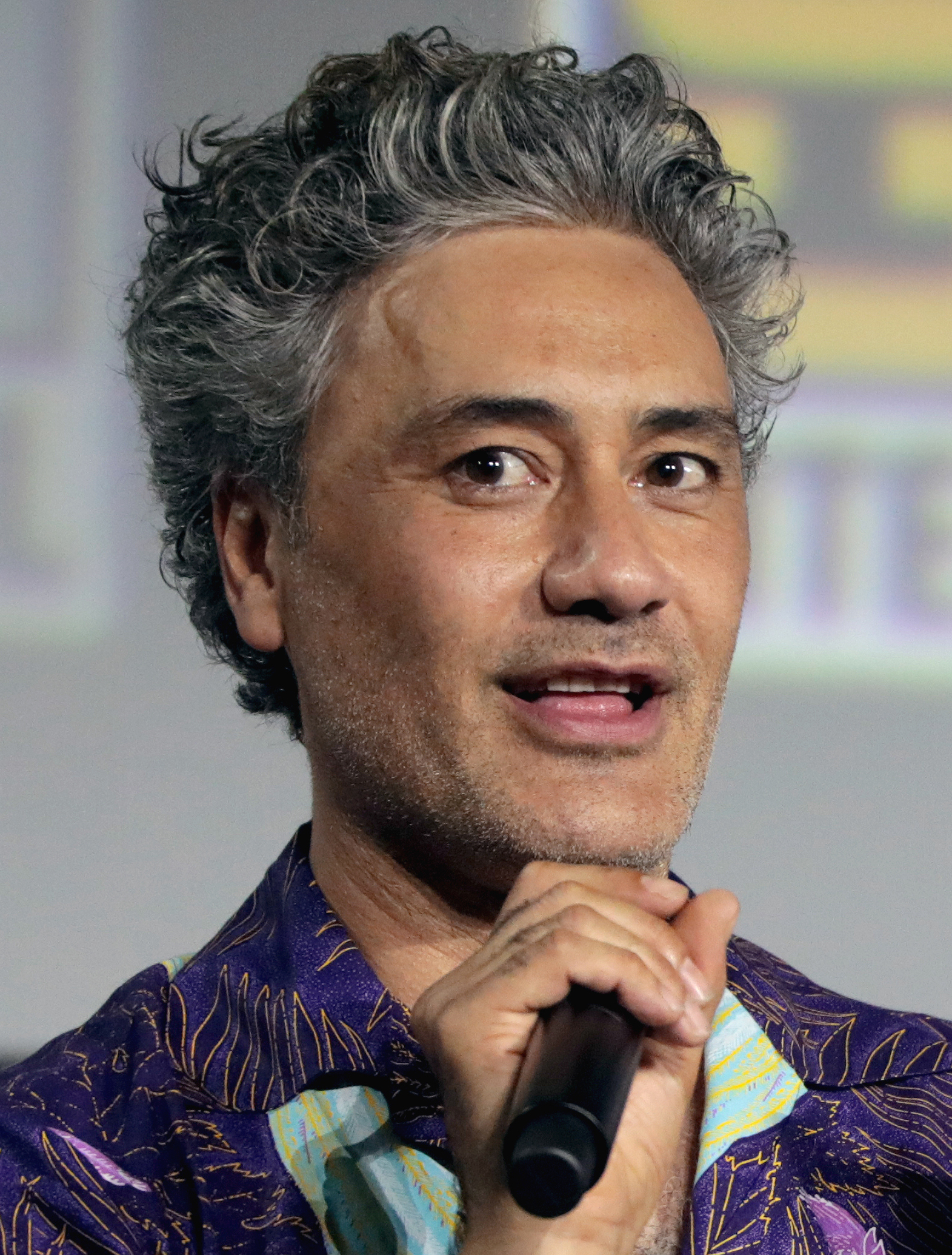
Regisseur Taika Waititi auf der San Diego Comic-Con im Juli 2019

Bereits kurz vor der Veröffentlichung von Thor: Tag der Entscheidung äußerte Taika Waititi seinen Wunsch, einen weiteren Thor-Film zu inszenieren. Im April 2019 ließ Tessa Thompson verlauten, dass ein Entwurf für eine Fortsetzung zu Thor: Tag der Entscheidung vorliege und Waititi tatsächlich Regie führen solle. Schließlich wurde im Juli 2019 berichtet, dass ein vierter Thor-Film in Entwicklung sei, für den sowohl Chris Hemsworth in die titelgebende Hauptrolle als auch Taika Waititi auf den Regieposten zurückkehren würden. Waititi sei zudem auch für das Drehbuch verantwortlich, das sich an der Comicreihe The Mighty Thor von Jason Aaron orientiert. Unterstützung bekam er dabei von Jennifer Kaytin Robinson, die sein Skript überarbeitete, sodass es letztendlich „vier oder fünf“ verschiedene Entwürfe gab. Wenig später wurden diese Informationen auf der San Diego Comic-Con 2019 noch einmal bestätigt. Es wurde auch der Originaltitel Thor: Love and Thunder sowie das Veröffentlichungsdatum im November 2021 angekündigt. Außerdem enthüllte Waititi, dass Tessa Thompson und Natalie Portman erneut ihre Rollen aus vorigen Filmen aufnehmen werden, wobei letztere im Film selbst zum weiblichen Thor werden würde, dabei allerdings mit einer Krebserkrankung zu kämpfen habe. Laut Kevin Feige habe es ein Treffen zwischen Waititi und Portman gebraucht, um die israelisch-US-amerikanische Schauspielerin von ihrem Mitwirken zu überzeugen. Thompson äußerte sich über ihre Figur, ohne das Drehbuch gelesen zu haben, die Walküre werde als neuer König von Asgard in das Volk investieren und die zerstörte Heimat wieder aufbauen. Zudem wurde sie als erster LGBT-Charakter im MCU enthüllt.

### Besetzung
Der von Waititi per Motion Capture gespielte und synchronisierte Korg sollte nach Thor: Tag der Entscheidung und Avengers: Endgame seinen bisher größten Auftritt in einem Film bekommen, nachdem Feige bereits nach dem dritten Thor-Film verraten hatte, dass man in Zukunft noch einiges mit Korg und Miek vorhabe. Unter anderem solle auf seine Kultur und Herkunft eingegangen werden. Des Weiteren werde Christian Bale als Bösewicht Gorr the God Butcher in Erscheinung treten, während Chris Pratt seine Rolle des Star-Lord erneut aufnehme. Ebenso kehrte Jaimie Alexander nach den ersten beiden Thor-Filmen als Lady Sif zurück, nachdem sie bereits früh ihr Interesse an einem Auftritt im Film bekundet hatte. Matt Damon, Sam Neill und Luke Hemsworth nahmen ihre Rollen aus dem Vorgängerfilm als asgardische Schauspieler erneut auf und wurden durch Melissa McCarthy sowie deren Ehemann Ben Falcone unterstützt. Außerdem kehrten neben Pratt auch Dave Bautista, Karen Gillan, Pom Klementieff und Sean Gunn in ihre Rollen Drax, Nebula, Mantis und Kraglin zurück. Laut Waititi sollte der Film dabei noch vor Guardians of the Galaxy Vol. 3 spielen und „größer, lauter und bombastischer“ als Thor: Tag der Entscheidung werden. Russell Crowe wurde für die Rolle des Zeus verpflichtet.
Ebenfalls zu sehen sind erneut Kat Dennings und Stellan Skarsgård, welche zuletzt in Wandavision (2021) und Avengers: Age of Ultron (2015) auftraten, sowie Idris Elba als Heimdall, welcher in der Post-Credit-Szene einen Auftritt hat. Ursprünglich sollten zudem Jeff Goldblum als Grandmaster, Peter Dinklage als Eitri sowie Lena Headey in einer neuen Rolle im Film auftreten, wurden jedoch aus der finalen Fassung geschnitten.

### Dreharbeiten, Marketing und Veröffentlichung
Nachdem ein Produktionsbeginn im August 2020 aufgrund der COVID-19-Pandemie nicht hatte realisiert werden können, starteten die Dreharbeiten am 26. Januar 2021 in den Fox Studios Australia in Sydney unter dem Arbeitstitel The Big Salad. Als Kameramann fungierte Barry Baz Idoine. Zuvor erhielt die Filmproduktion von der australischen Regierung als Anreiz eine Förderung in Höhe von 24,1 Millionen US-Dollar. Im Gegenzug wurde erwartet, dass durch das Projekt über 178 Millionen US-Dollar in die lokale Wirtschaft investiert werden würden, wobei rund 2500 Jobs entstehen und bis zu 1650 Gewerbe genutzt werden sollten. Außerdem wurde vertraglich festgehalten, dass die Marvel Studios ein Trainingsprogramm für australische Schauspieler und Crewmitglieder einrichten sollten. Am 1. Februar 2021 drehte man im Centennial Park in der Innenstadt von Sydney. Bei den Filmaufnahmen soll auch die von Industrial Light & Magic entwickelte StageCraft-Technik genutzt werden, die erstmals bei The Mandalorian zum Einsatz kam. Dabei werden bereits am Filmset auf LED-Videowände Umgebungs- und Hintergrundaufnahmen abgespielt, die zuvor mittels der von Epic Games entwickelten Unreal Engine 4 zu einem virtuellen Raum zusammengefügt wurden, sodass sich das Bild der Kameraperspektive anpasst. Im Gegensatz zu The Mandalorian waren die Sets bei Thor: Love and Thunder allerdings größer und umfassten mehr LED-Videowände mit höherer Auflösung und glatteren Übergängen, sodass die Beleuchtung des Sets verbessert wurde. Am 1. Juni 2021 wurden die Dreharbeiten abgeschlossen. Als Filmeditoren waren Matthew Schmidt, Jennifer Vecchiarello, Tim Roche und Peter S. Elliot tätig.
Ein erster Teaser zu Thor: Love and Thunder wurde am 18. April 2022 veröffentlicht; ein Trailer folgte am 23. Mai 2022. Der Film feierte am 23. Juni 2022 in Los Angeles seine Weltpremiere. Thor: Love and Thunder sollte ursprünglich am 28. Oktober in die deutschen und am 5. November 2021 in die US-amerikanischen Kinos kommen. Im Zuge der COVID-19-Pandemie und der Verschiebung von Spider-Man: No Way Home auf den November-Termin wurde der US-amerikanische Kinostart allerdings zunächst auf den 11. Februar 2022 verlegt, ehe weitere Verschiebungen auf den 6. Mai 2022 und schließlich auf den 8. Juli 2022 folgten. In Deutschland und Österreich lief der Film bereits zwei Tage zuvor in den Kinos an.

### Synchronisation
Für die deutsche Fassung besetzte man überwiegend die Schauspieler entsprechend den vorherigen Filmen, während Christian Bale, Russell Crowe und Melissa McCarthy ihre Stammsprecher erhielten. Idris Elba erhielt wiederum seinen Stammsprecher Oliver Stritzel und ersetzte somit Marco Kröger als Heimdall, während Martin Keßler den verstorbenen Hans-Eckart Eckhardt als Groot ablöste. Als Sprecher von Stellan Skarsgård als Erik Selvig fungiert Douglas Welbat, welcher erstmalig Detlef Bierstedt ersetzte.
Die deutschsprachige Version entstand bei der FFS Film- & Fernseh-Synchron in Berlin nach dem Dialogbuch von Leonhard Mahlich, der auch die Dialogregie verantwortete.
| Rollenname                    | Schauspieler            | Synchronsprecher      |
| ----------------------------- | ----------------------- | --------------------- |
| Thor Odinson                  | Chris Hemsworth         | Tommy Morgenstern     |
| Dr. Jane Foster / Mighty Thor | Natalie Portman         | Manja Doering         |
| König Walküre                 | Tessa Thompson          | Marieke Oeffinger     |
| Gorr der Götterschlächter     | Christian Bale          | David Nathan          |
| Lady Sif                      | Jaimie Alexander        | Ranja Bonalana        |
| Korg                          | Taika Waititi           | Marius Clarén         |
| Zeus                          | Russell Crowe           | Martin Umbach         |
| Astrid / Axl                  | Kieron L. Dyer          | Marlon Mottschall     |
| Peter Quill / Star-Lord       | Chris Pratt             | Leonhard Mahlich      |
| Nebula                        | Karen Gillan            | Rubina Nath           |
| Drax, der Zerstörer           | Dave Bautista           | Alexander Duda        |
| Rocket Raccoon                | Bradley Cooper (Stimme) | Fahri Yardım          |
| Groot                         | Vin Diesel (Stimme)     | Martin Keßler         |
| Mantis                        | Pom Klementieff         | Daniela Molina        |
| Kraglin Obfonteri             | Sean Gunn               | Gerrit Schmidt-Foß    |
| Thor-Darsteller               | Luke Hemsworth          | Dennis Herrmann       |
| Loki-Darsteller               | Matt Damon              | Simon Jäger           |
| Odin-Darsteller               | Sam Neill               | Wolfgang Condrus      |
| Hela-Darstellerin             | Melissa McCarthy        | Anke Reitzenstein     |
| Dionysos                      | Simon Russell Beale     | Pierre Peters-Arnolds |
| Dr. Darcy Lewis               | Kat Dennings            | Maria Koschny         |
| Dr. Erik Selvig               | Stellan Skarsgård       | Douglas Welbat        |
| Herkules                      | Brett Goldstein         | Georgios Tzitzikos    |
| Heimdall                      | Idris Elba              | Oliver Stritzel       |

## Rezeption

### Kritiken
In ersten Reaktionen auf den Film wurden die schauspielerischen Leistungen von Christian Bale und Natalie Portman positiv hervorgehoben.
Auf Rotten Tomatoes wird der Film basierend auf 449 Kritiken bisher mit 63 % Zustimmung bewertet, bei einer Durchschnittswertung von 6.4/10. Bei Metacritic erhielt er einen Metascore von 57 von 100 möglichen Punkten, basierend auf 64 Kritiken.
In einer positiv bewertenden Filmbesprechung von ZEIT Online merkte Daniel Haas an, „dass der Film bis in seine feinsten dramaturgischen Verästelungen hinein von der Liebe und vom Geliebtwerden und wie das alles gelingen kann“ handele. Er bezeichnete mit Blick auf die Rollen von Natalie Portman und Chris Hemsworth den Film als „eine tolle Liebesgeschichte über zwei moderne, sehr ehrgeizige, emotional ein bisschen eingeschränkte, aber lernfähige Menschen, respektive Götter.“

### Einspielergebnis
Gemäß Box Office Mojo konnte der Film bis 31. Oktober 2022 rund 760,8 Mio. US$ einspielen, davon alleine rund 343,3 Mio. in den USA.

### Auszeichnungen
Costume Designers Guild Awards 2023
- Nominierung für die Besten Kostüme in einem Science-Fiction- oder Fantasyfilm (Mayes C. Rubeo)[46]

Critics’ Choice Super Awards 2023
- Nominierung als Bester Superheldenfilm
- Nominierung als Beste Schauspielerin in einem Superheldenfilm (Natalie Portman)[47]

Hollywood Music in Media Awards 2022
- Nominierung für die Beste Filmmusik in einem Science-Fiction-Film (Michael Giacchino & Nami Melumad)[48]

Nickelodeon Kids’ Choice Awards 2023
- Nominierung als Bester Schauspieler (Chris Hemsworth)
- Nominierung als Beste Schauspielerin (Natalie Portman)[49]

People’s Choice Awards 2022
- Auszeichnung als Bester Schauspieler (Chris Hemsworth)
- Nominierung als Bester Film
- Nominierung als Bester Actionfilm
- Nominierung als Bester Schauspieler in einem Actionfilm (Chris Hemsworth)[50]

Saturn-Award-Verleihung 2022
- Nominierung als Bester Superheldenfilm
- Nominierung für das Beste Kostüm (Mayes C. Rubeo)
- Nominierung für das Beste Make-Up (Matteo Silvi & Adam Johansen)